# Der Menschenfeind (1923)
Der Menschenfeind ist ein deutsches Stummfilmdrama von Rudolf Walther-Fein aus dem Jahre 1923 mit Reinhold Schünzel und Dagny Servaes in den Hauptrollen.

## Handlung
Der Sohn eines geldgierigen Kaufmanns, ein junger Museumsangestellter, liebt ein Mädchen, dessen Vater stark verschuldet ist. Der Schuldner steht ausgerechnet beim Schwiegervater in spe in der Kreide. Die junge Frau liebt jedoch einen Kollegen im Museum, doch nimmt sie den Antrag des Museumsangestellten an, da dieser mit dem väterlichen Geld ihrem Vater helfen könnte. In der Hochzeitsnacht gesteht seine Frischvermählte ihm, dass sie ihn nicht liebt und weist den jungen Gatten von sich. Der erfährt davon, dass sein Vater letztlich seine Neugattin in diese Ehe gedrängt hat. Zutiefst erbost und enttäuscht verlangt der junge Gatte daraufhin die Scheidung und begibt sich anschließend auf eine längere Reise. Wieder daheim, muss der Ex-Ehemann feststellen, dass seine ehemalige Gattin wieder geheiratet hat. Dieser zweite Ehemann macht im Museum lange Finger, um seinen kostspieligen Lebenswandel finanzieren zu können. 
Um seine Ex nicht mit in die Tiefe zu reißen, deckt der geschiedene Museumsangestellte den Dieb, doch der zahlt es ihm mit Undankbarkeit heim, indem er wiederum den Museumsmann des versuchten Diebstahls bezichtigt. Der ehrliche Ex-Ehemann wird daraufhin aus seinem Amt entfernt. Seine Frau nimmt ihren Ex nicht in Schutz, denn sie will den Namen des Kindes, das sie mit ihrem zweiten Gatten hat, nicht befleckt sehen. Zutiefst verbittert und enttäuscht von all der Schlechtigkeit, die ihn umgibt, begibt sich der ehemalige Museumsangestellte in die Einsamkeit der Bergwelt, wo er erst durch die Güte eines ehrlichen Geschöpfes von seinem aufkeimenden Menschenhass geheilt wird. Als dort auch seine Ex-Frau und ihr betrügerischer Mann auftauchen, kommen sie bei einem Lawinenabgang ums Leben. Deren Kind aber, das sich nichts zuschulden kommen ließ, wird gerettet und von dem Protagonisten der Geschichte an Vater statt angenommen.

## Produktionsnotizen
Der Menschenfeind entstand im Winter 1922/23 passierte die Filmzensur am 9. März 1923 und wurde am 26. April 1923 uraufgeführt. Der Sechsakter besaß eine Länge von 2148 Metern und wurde mit Jugendverbot belegt. 
Rudolf Dworsky hatte die künstlerische Oberleitung, Rudi Feld entwarf die Filmbauten.

## Kritiken
Das Kino-Journal meinte: „Dieses an und für sich anziehende Thema wird durch künstlerisch vollendete Bilder aus den winterlichen Bergen bereichert. Die reine Pracht und Schönheit der großartigen Natur bietet eine Art Kontrast zu dem kleinlichen Treiben der Menschen und man versteht, daß nur in der Einsamkeit der Gebirgswelt ein wundes Gemüt wieder Heilung finden kann.“
In Die Stunde war zu lesen: „Die Photographie des Films verdient volle Bewunderung, speziell die in den Schneelandschaften spielenden Teile des Films und der Niedergang einer Lawine sind technisch hervorragend aufgenommen.“